# Cleo Laine

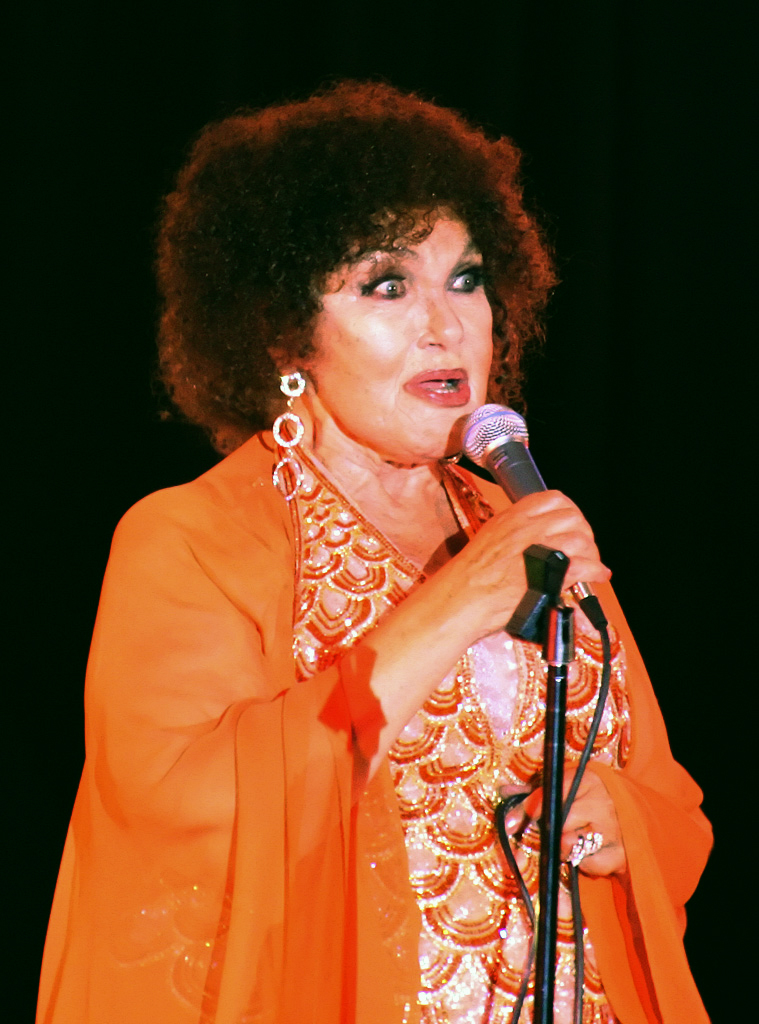
Dame Cleo Laine (2007)

Dame Cleo Laine, Lady Dankworth, DBE, (* 28. Oktober 1927 als Clementina Dinah Campbell in Middlesex, Großbritannien; † 24. Juli 2025) war eine britische Jazz-Sängerin, klassische Sängerin und Schauspielerin. Sie wurde für ihren Scat-Gesangsstil bekannt und war mit dem Musiker John Dankworth verheiratet, mit dem sie auch zusammenarbeitete. 

## Leben und Wirken
Sie wurde 1927 in einer Londoner Vorstadt als Tochter des Jamaikaners Alexander Campbell und der Engländerin Minnie Bullock geboren. Obwohl sie schon früh Gesangs- und Tanzstunden erhielt, arbeitete sie zunächst, nachdem sie mit 14 Jahren die Schule verlassen hatte, in einem Friseursalon, einer Hutmacherei, einem Pfandhaus, bei einem Schuster und in einer Bibliothek. 1947 heiratete sie den Segler George Langridge, mit dem sie einen Sohn bekam. Das Paar ließ sich 1957 scheiden. Erst als Mittzwanzigerin begann sie professionell Jazz im Scat-Gesangsstil zu singen, zunächst 1952 im Septett des Saxophonisten und Klarinettisten John Dankworth, ab 1954 in seiner Big Band. 1958 heiratete sie Dankworth. Ihre gemeinsamen Kinder sind die Jazz-Sängerin Jacqui Dankworth und der Jazz-Bassist Alec Dankworth. 
Bei einem Auftritt 1959 im New Yorker Birdland traf sie Ella Fitzgerald. Gleichzeitig begann sie im Stammhaus der „angry young men“-Generation britischer Theaterautoren der 1950er Jahre, dem Royal Court Theatre (u. a. spielte sie in vielen Ibsen-Rollen), und in Musicals aufzutreten, z. B. in Valmouth (1959), in Kurt Weills Die sieben Todsünden (Edinburgh Festival 1961), im Theaterstück A time to laugh (1962 mit Robert Morley und Ruth Gordon) und im Musical Showboat (1971). Ihr Lied You’ll Answer to Me erreichte 1961 die britischen Top 10. Ein Erfolg war auch ihr Album Shakespeare and all that Jazz mit John Dankworth aus dem Jahr 1964. 
1971 trat sie erneut mit der Band ihres Mannes auf. Ab 1972 tourte sie auch regelmäßig in den USA (Konzerte in der Carnegie Hall ab 1973) und Kanada. Großen Erfolg hatte sie 1980 beim All woman Jazz Festival in Kansas. Für ihr Live-Album aus der Carnegie Hall erhielt sie 1986 ihren ersten Grammy. Sie nahm Alben mit Ray Charles (Porgy and Bess), Mel Tormé (Nothing without you) auf und trat u. a. mit James Galway, Nigel Kennedy, John Williams (Album Best friends) und Julian Lloyd Webber auf. Ihre Interpretation von Arnold Schönbergs Pierrot lunaire brachte ihr eine Grammy-Nominierung im Bereich der klassischen Musik ein. Auch in den 1980er Jahren trat sie in Musicals auf, u. a. in der Uraufführung von The Mystery of Edwin Drood am Broadway, als Lustige Witwe, in Stephen Sondheims A Little Night Music und Into the Woods. 
In den folgenden Jahrzehnten trat Laine weiter mit der Band ihres Mannes auf, nach dessen Tod dann im Trio mit ihrem Sohn Alec und dem Pianisten John Horler. Nach ihrer Autobiografie Cleo (1994) veröffentlichte sie auch den Ratgeber You Can Sing If You Want To (1997). Weiterhin war sie Botschafterin der SOS-Kinderdörfer. In ihrem Wohnort Wavendon in Buckinghamshire gründete sie das Kulturzentrum The Stables. Sie starb im Juli 2025 im Alter von 97 Jahren.

## Weitere Auszeichnungen
1979 wurde sie durch Elisabeth II. zum Officer of the Order of the British Empire (OBE) ernannt, 1997 wurde sie als Dame Commander of the Order of the British Empire (DBE) geadelt und führte fortan das Adelsprädikat Dame – neun Jahre bevor ihr zweiter Ehemann, John Dankworth, als Knight Bachelor ebenfalls geadelt wurde. Mit ihm zusammen bildete sie somit quasi das „Royal Couple“ des britischen Jazz. 
Sie war Ehrendoktorin des Berklee College, den Universitäten von Cambridge, York, Luton und der Open University. 1991 erhielt sie den Lifetime Achievement Award der US-amerikanischen Schallplattenindustrie. 2011 bekam Laine die Freedom of the Borough of Milton Keynes verliehen.
Cleo Laine ist bisher die einzige Person, die für Grammys sowohl in der Klassik- als auch der Jazz- und der Pop-Sparte nominiert wurde.

## Diskografie (Auswahl)
- 1950–52: Get Happy
- 1955: Cleo Sings British
- 1957: Meet Cleo Laine
- 1957: In Retrospect
- 1957: She’s the Tops
- 1959: Valmouth
- 1961: Jazz Date (mit Tubby Hayes)
- 1961: Spotlight on Cleo
- 1962: All About Me
- 196?: Cleo Laine Jazz Master Series
- 1963: CindyElla
- 1963: Beyond the Blues (American Negro Poetry)
- 1964: Shakespeare and All That Jazz
- 1964: This Is Cleo Laine
- 1966: Woman Talk
- 1967: Facade (mit Annie Ross)
- 1968: If We Lived on Top of a Mountain
- 1968: Soliloquy
- 1969: The Idol
- 1969: The Unbelievable Miss Cleo Laine
- 1971: Portrait
- 1972: An Evening with Cleo Laine and the John Dankworth Quartet
- 1972: Feel the Warm
- 1972: Showboat
- 1972: This Is Cleo Laine
- 1973: I Am a Song
- 1973: Day by Day
- 1974: Live at Carnegie Hall
- 1974: Close Up
- 1974: Pierrot Lunaire (Schoenberg) Ives Songs
- 1974: A Beautiful Thing (mit James Galway)
- 1974: Easy Living
- 1974: Spotlight on Cleo Laine
- 1974: Cleo’s Choice
- 1975: Cleo’s Choice
- 1975: The Unbelievable Miss Cleo Laine
- 1976: Born on a Friday
- 1976: Close Up
- 1976. Live at the Wavendon Festival
- 1976: Porgy & Bess (mit Ray Charles)
- 1976: Return to Carnegie
- 1976: Best Friends (mit John Williams)
- 1976: Leonard Feather’s Encyclopedia of Jazz in the 70’s
- 1977: 20 Famous Show Hits
- 1977: The Sly Cormorant
- 19??: Romantic Cleo
- 1978: Showbiz Personalities of 1977
- 1978: The Early Years
- 1978: Gonna Get Through
- 1978: A Lover & His Lass
- 1978: Wordsongs
- 1979: One More Day
- 1979: The Cleo Laine Collection
- 1980. Cleo’s Choice
- 1980: Collette
- 1980: Sometimes When We Touch (mit James Galway)
- 1980: The Incomparable
- 1981: One More Day
- 1982: Smilin’ Through (mit Dudley Moore)
- 1983: Platinum Collection
- 1983: Off the Record
- 1984: Let the Music Take You
- 1985: Cleo at Carnegie: the 10th Anniversary Concert
- 1985: That Old Feeling
- 1985: Johnny Dankworth and His Orchestra,
- 1985: The John Dankworth 7 featuring Cleo Laine
- 1986: Wordsongs
- 1986: The Mystery of Edwin Drood
- 1986: Unforgettable: 16 Golden Classics
- 1986: Cleo Laine: The Essential Collection
- 1987: Unforgettable
- 1987: Classic Gershwin
- 1988: Cleo Laine Sings Sondheim
- 1988: Cleo Laine & John Dankworth: Shakespeare and All That Jazz
- 1989: Woman to Woman
- 1989: Jazz
- 1989: Portrait of a Song Stylist
- 1991: Young at Heart
- 1991: Spotlight on Cleo Laine
- 1991: Pachelbel’s Greatest Hits
- 1993: On the Town
- 1994: I Am a Song
- 1994: Blue and Sentimental
- 1995: Solitude
- 1997: The Very Best of Cleo Laine
- 1997: Mad About the Boy
- 1998: Ridin’ High (Early Sessions)
- 1999: That Old Feeling
- 2001: Quintessential Cleo
- 2001: Live in Manhattan
- 2006: London Pride
- 2010: Jazz Matters

## Filmografie
- 1940: Der Dieb von Bagdad (The Thief of Bagdad)
- 1954: Murder by Proxy
- 1961: The Third Alibi
- 1961: Der römische Frühling der Mrs. Stone (The Roman Spring of Mrs. Stone)
- 1964: Paasparade (Fernsehfilm)
- 1966: I Gotta Shoe, or Cindy-Ella (Fernsehfilm)
- 1968: Die drei Prinzen (The Three Princes, Fernsehfilm, Stimme)
- 1993: Great Performances (Fernsehserie, Folge 22x07)
- 2000: Die legendären blonden Bombshells (The Last of the Blonde Bombshells, Fernsehfilm)